# Сыдыкбаев, Макен
Макен Сыдыкбаев (кирг. Макен Сыдыкбаев; 15 июня 1937, Китаево, Джети-Огузский район, Киргизская ССР — 3 июля 2023) — первый киргизский театральный художник.

## Биография
Родился 15 июня 1937 года в селе Китаево Джети-Огузского района в семье колхозников. В 1958 году окончил художественное училище имени Семена Чуйкова, а в 1964 году — Московский художественный институт имени В. И. Сурикова.
Свою трудовую деятельность начал в 1964 году как художник-постановщик сначала в Государственном Русском, а затем в Кыргызском государственном драматическом театре, где также работал и преподавателем. В эскизах театральных декораций придавал большое значение эмоциональному воздействию колорита, живописной цельности и широте письма. Для достижения зрелищности и красочного богатства декораций широко использовал освещение.
Был награждён грамотой Президиума Верховного Совета Киргизской ССР, почётной грамотой Министерства культуры СССР и бронзовой медалью ВДНХ СССР.
Скончался 3 июля 2023 года.

## Работы
- Губарев В. «Великий волшебник». 1964.
- Айтматов Ч. «Тополек мой в красной косынке». 1965.
- Арканов А. «Свадьба на всю Европу». 1966.
- Лаврентьев В. «Чти отца своего». 1966.
- Байджиев М. «Дуэль». 1967.
- Маршак С. «Горя бояться — счастья не видать». 1967.
- Омуралиев Б. «Незабываемые дни». 1966.
- Маликов К. «Осмонкул». 1968.
- Абдумомунов Т. «Кто смеется последний». 1969.
- Садыбакасов Ш. «Сивый скакун». 1971.
- Байджиев М. «Четыре человека». 1978.
- Брехт Б. «Мамаша Кураж и ее дети». 1979.
- Садыков Дж. «Манас Великодушный»
- Власов В. «Алтын кыз». 1972.
- Аманбаев А. «Холостяки». 1973.
- Чайковский П. «Евгений Онегин».
- Абдраев М. «Перед бурей». 1974.
- Ж. Бизе. «Кармен».
- А. Минкус. «Дон Кихот».
- Дж. Верди. «Отелло».
- Малдыбаев А., Власов В., Фере В. «Ажал ордуна».